# Sol roig somrient

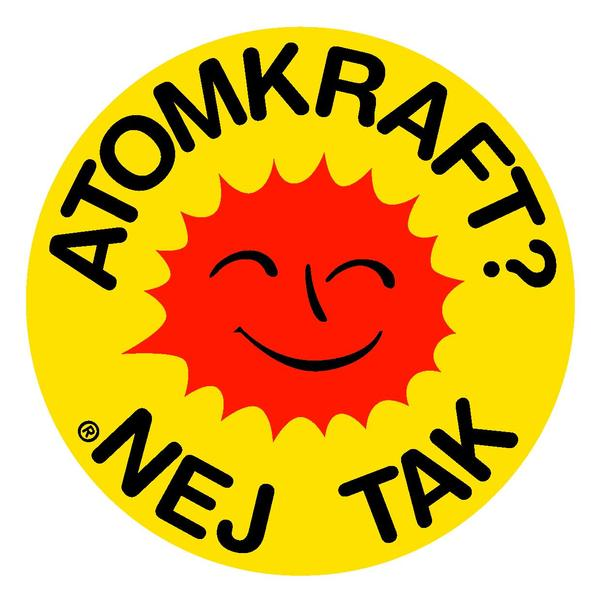
Logo amb el text original en danès

El sol roig somrient és un emblema internacional adoptat pel moviment antinuclear a tot el món. El logotip conté un sol roig somrient sobre un fons groc, envoltat de la frase en català: «Nuclear? No gràcies».

## Història
El 1975, dos joves activistes, Anne Lund i Søren Lisberg, van dissenyar el sol roig somrient a Aarhus. Participaven del col·lectiu Organisationen til Oplysning om Atomkraft («Organització d'Informació de l'Energia Nuclear») que s'encarregava de la campanya antinuclear a Dinamarca. L'objectiu era crear un logotip simpàtic que servís per a socialitzar l'oposició a l'energia nuclear en un diàleg obert i amable. Ha estat traduït a 45 idiomes i distribuït en milions d'exemplars en tota mena de formats.
El 2000, el Museu Nacional de Dinamarca va organitzar una exposició dedicada al sol roig somrient i a la resistència danesa a l'energia nuclear en el 25è aniversari.
El símbol és propietat de l'organització Oplysning om Atomkraft (OOA), una entitat social sense ànim de lucre que vetlla pel seu bon ús. El protegeix de tergiversacions i de la seva apropiació amb finalitats comercials i partidistes. Amb aquest proòsit, el símbol ha estat registrat com a marca a tot el món. En els darrers anys, l'emblema torna a tenir un paper destacat per a conscienciar i finançar grups antinuclears europeus on creix l'oposició als plans per ampliar el funcionament dels antics reactors nuclears o construir-ne de nous.